# Georg von Gynz-Rekowski
Georg von Gynz-Rekowski (* 8. Oktober 1919 in Wernigerode; † 31. Januar 1997) war ein deutscher Theologe und Wernigeröder Heimatforscher.

## Leben

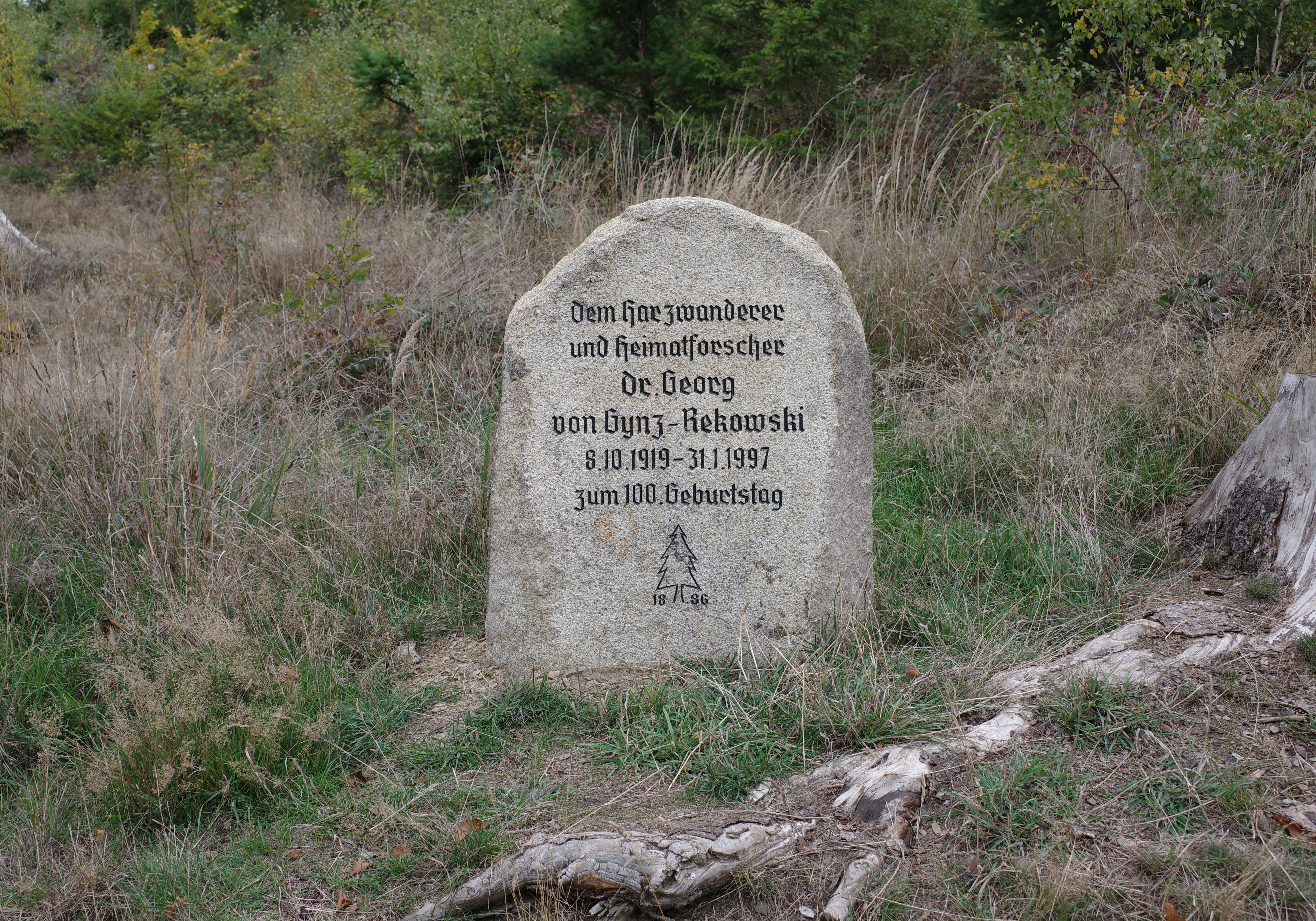
Gedenkstein auf dem Armeleuteberg bei Wernigerode

Seine Vorfahren erhielten 1880 die preußische Genehmigung zur Führung des Doppelnamens, die Männer in direkter genealogischer Linie waren sämtlich Offiziere. Sein Urgroßvater Fedor von (Gynz)-Rekowski war Oberst, sein Großvater Karl von (Gynz)-Rekowski (1848–1927) wiederum Generalmajor. Er bekam 1913 die Adels- und Wappenbestätigung für Preußen, gegeben zu Bad Homburg v. d. Höhe. Georgs Eltern waren Kurt von (Gynz)-Rekowski (1884–1926) und Elisabeth Pohl, von der sich der Vater scheiden ließ, um Marianne Genz zu heiraten. Der Vater starb letztlich an den Kriegsfolgen und war zuvor Major a. D., Polizeimajor und Lehrer an der Polizeischule Schleswig-Holstein. Georg von Gynz-Rekowski blieb bei seiner Mutter.
Der in Wernigerode aufgewachsene Georg von Gynz-Rekowski wählte wie sein älterer Bruder Kurt Henning von (Gynz)-Rekowski die Militärlaufbahn, als Leutnant, diente dann bis 1945 als Offizier in der Operationsabteilung des Generalstabs des Heeres. Danach studierte er von 1948 bis 1952 Theologie in Halle und war anschließend bis 1966 als evangelisch-lutherischer Gemeindepfarrer in Derenburg tätig. Aus familiären Gründen musste er aus dem kirchlichen Dienst ausscheiden. Von Gynz-Rekowski wurde 1966 mit einer Arbeit über Herkunft und Deutung des Marienteppichs im Dommuseum Halberstadt an der Martin-Luther-Universität Halle-Wittenberg zum Doktor der Theologie promoviert, die Arbeit wurde zwei Jahre später in den „Niederdeutschen Beiträgen zur Kunstgeschichte“ veröffentlicht.
Von Gynz-Rekowski ist Verfasser mehrerer religionswissenschaftlicher und heimatkundlicher Bücher sowie zahlreicher Aufsätze, etwa in dem in der Bundesrepublik erschienenen und von Gerhard Bombös herausgegebenen Exilblatt Wernigeröder Zeitung sowie in der Liberal-Demokratischen Zeitung. Daneben wirkte er in Rundfunk- und Fernsehsendungen mit und unterrichtete seit 1968 an der Volkshochschule.
Von Gynz-Rekowski gilt als Nestor der Wernigeröder Heimat- und Geschichtsforschung. Von großer kunstgeschichtlicher Bedeutung sind seine Forschungen über die Altäre der Wernigeröder Kirchen. Diese Arbeiten sind wie etwa 50 weitere Werke, die zum Bestand der Harzbücherei in Wernigerode gehören, unveröffentlicht geblieben. Zu den unveröffentlichten Werken gehören das Urkundenbuch der Stadt Wernigerode II (1971; Abschrift des Manuskripts von Eduard Jacobs), Gäste in Wernigerode (1975), Harzer Volkskunst in Tracht und Arbeit (1975), Die Anfänge des Wintersports in Schierke (1981) und Materialien zur Geschichte der Klöster Ilsenburg und Drübeck (ohne Jahr). Als „bürgerlicher Reaktionär“ wurde von Gynz-Rekowski bis zur Revolution im November 1989 ausgegrenzt und zu staatlichen Veranstaltungen in der Regel nicht geladen. Während der Wende engagierte sich „unser Gynz“, wie er genannt wurde, auch politisch, etwa als Redner auf der Wernigeröder Montagsdemonstration.
Bereits 1961 trat Georg von Gynz-Rekowski als Ehrenritter dem Johanniterorden bei und wurde Mitglied der Brandenburgischen Provinzialgenossenschaft dieser Kongregation. Er war einer der wenigen Johanniter, die vor 1989 auf dem Gebiet der DDR lebten.
Wernigerodes damaliger Oberbürgermeister Ludwig Hoffmann würdigte von Gynz-Rekowski anlässlich des Ablebens mit folgenden Worten: „Mit seinem Leben hat er der Stadt ungemein viel gegeben, über seinen Tod hinaus.“ Von Gynz-Rekowski habe wertvolle geschichtliche Kenntnisse erarbeitet und für die Nachwelt bewahrt.
Seine Ruhestätte befindet sich auf dem Theobaldi-Friedhof in Wernigerode-Nöschenrode.

## Werke (Auswahl)
- Symbole des Weiblichen in Gottesbild und Kult des Alten Testamentes. Rascher Verlag, Zürich/Stuttgart 1963. DNB
- Hasenhieroglyphe und Hasengöttin. In: Klio. 50, (1968), S. 5–22.
- Die Psyche des Menschen in der europäischen und chinesischen Kunst. In: Wilhelm Bitter (Hrsg.): Abendländische Therapie und östliche Weisheit. in: Tagungsberichte der Stuttgarter Gemeinschaft Arzt und Seelsorger, Bd. 15, Klett-Verlag, Stuttgart 1968, S. 245–258. DNB
- „Ellernklipp“ und der Bäumler-Prozeß. Neue Erkenntnisse nach dem Auffinden der Prozeßakte. In: Fontane-Blätter. 4, (1978), S. 299–315.
- Der Festkreis des Jahres. 2. Auflage. Union-Verlag, Berlin 1985, DNB 870175343.
- Brocken: Historie, Heimat, Humor. Ruth Gerig Verlag, Königstein/Taunus 1991. ISBN 3-928275-05-4.
- Die Festtage des Lebens. Union-Verlag, Berlin 1991, ISBN 3-372-00271-7.
- Wernigerode: Historie, Heimat, Humor. Ruth Gerig Verlag, Königstein/Taunus 1991. ISBN 3-928275-00-3.